# Perugia-Kärpfling
Der Perugia-Kärpfling (Poecilia perugiae) ist ein Süßwasserfisch aus der Gattung Poecilia in der Unterfamilie der lebendgebärenden Zahnkarpfen. Er ist endemisch im Süden der Dominikanischen Republik auf der Insel Hispaniola.

## Merkmale
Weibchen erreichen in der Regel eine Gesamtlänge von 6 bis 7 cm, maximal 8,5 cm, Männchen bleiben etwas kleiner und erreichen höchstens 7 cm. Der Körper ist hoch und seitlich etwas abgeflacht. Die Grundfarbe beider Geschlechter ist Graubraun. Nur dominierende Männchen zeigen einen blauen Glanz auf den Körperseiten. Die Brust ist weißlich. Die Rückenflosse ist vergrößert und schwarz-weiß-gelblich gemustert. Weibchen zeigen ein aus 5 bis 6 senkrechten Streifen bestehendes Querband, das sich vom Hinterrand des Kiemendeckels bis zum Ansatz der Schwanzflosse zieht. Der Bauch ist weißlich, die Flossen sind farblos; die Rückenflosse weist den für die Gattung typischen Fleck auf. Sonst ist die Rückenflosse schwarz, die Schwanzflosse ist gelb und schwarz-braun gerandet.

## Lebensraum
Die beiden Wiener Aquarienfreunde Lechner und Radda untersuchten 1978 verschiedene Lebensräume und fanden Poecilia perugiae in kristallklarem Wasser mit Temperaturen zwischen 24 und 30 °C, bei neutralem pH-Wert und einer elektrischen Leitfähigkeit bis 2000 µS/cm. Die größten Individuen fanden sie in Karst-Quellen.

## Fortpflanzung
Poecilia perugiae ist lebendgebärend. Erwachsene Weibchen setzen nach einer Entwicklungszeit von circa 24 Tagen bis zu 100 etwa 7 Millimeter lange Jungfische ab.

## Systematik
Poecilia perugiae wurde anhand eines einzigen Exemplars aus einem kleinen Fluss in den San Francisco Mountains in dem dominikanischen Teil der karibischen Insel Hispaniola als Platypoecilius perugiae beschrieben. Der sehr schlecht erhaltene Holotypus befindet sich unter der Katalognummer USNM 53278 im National Museum of Natural History. Der Artname ist eine Dedikation zu Ehren des italienischen Ichthyologen Albert Perugia.
Flossenformel: D 9, P 15, V 6.

## Bedeutung für den Menschen
Lechner und Radda brachten 1978 die ersten Poecilia perugiae nach Europa. Seitdem sind sie unter spezialisierten Aquarianern weit verbreitet. Im Aquarienfischhandel spielen sie keine Rolle.